# Protorthodes eureka
Protorthodes eureka là một loài bướm đêm trong họ Noctuidae.